# 斯特拉斯堡主教宫
主教宫 (法語：Palais épiscopal), 原名总铎府邸（Hôtel du grand Doyenné），是天主教斯特拉斯堡总教区总部。这是一座1720年代的法国巴洛克建筑贵族府邸，位于法国阿尔萨斯下莱茵省斯特拉斯堡的历史城市中心大岛布罗伊广场附近，介于 Rue du Parchemin 和 Rue Brûlée之间。1929年列为法国历史遗迹。

## 历史
这座宫殿是为斯特拉斯堡主教座堂的总铎弗里德里克·康斯坦丁·德拉图尔·奥弗涅（Frédéric Constantine de la Tour d'Auvergne，1682-1732）而建，建于1724年（或1722年）至1732年（或1731、1733、1734年）。因此称为“总铎府邸”。设计者罗伯特·德科特（Robert de Cotte）后来设计了罗昂宫（Palais Rohan）。执行建筑师是奥古斯特·马洛·索萨尔。 总铎府邸是斯特拉斯堡众多18世纪贵族府邸中的第一座，在大多数情况下都是同一种结构模式：两个华丽的立面、一个大门、一个大庭院、一个小花园。
在法国大革命（1789年）期间，总铎府邸被没收并宣布为国家财产，后被卢克纳元帅买下。1855年，这座府邸成为天主教会的财产。同年成为斯特拉斯堡主教（1988年升格为斯特拉斯堡总主教）的住所和工作场所。

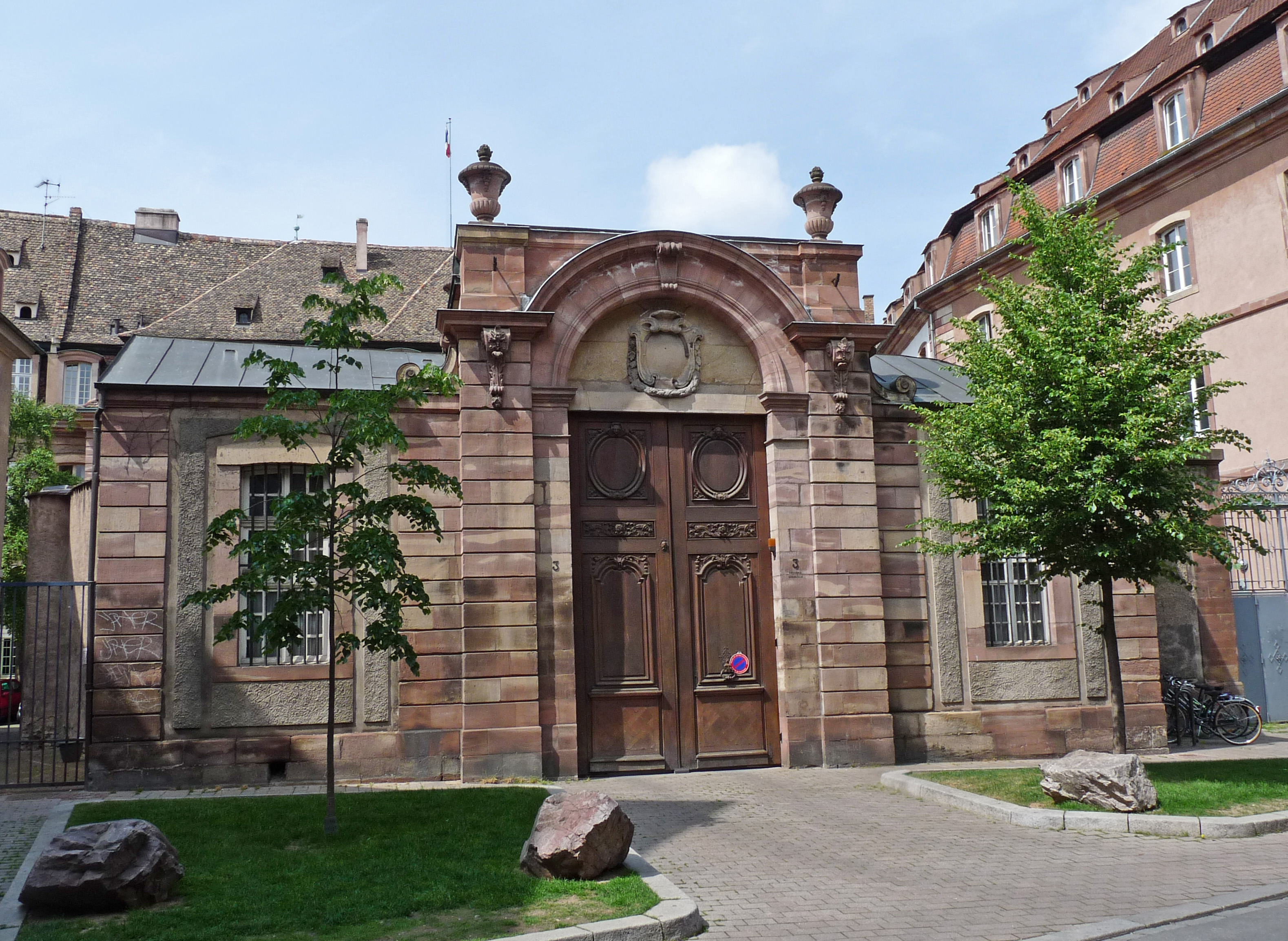
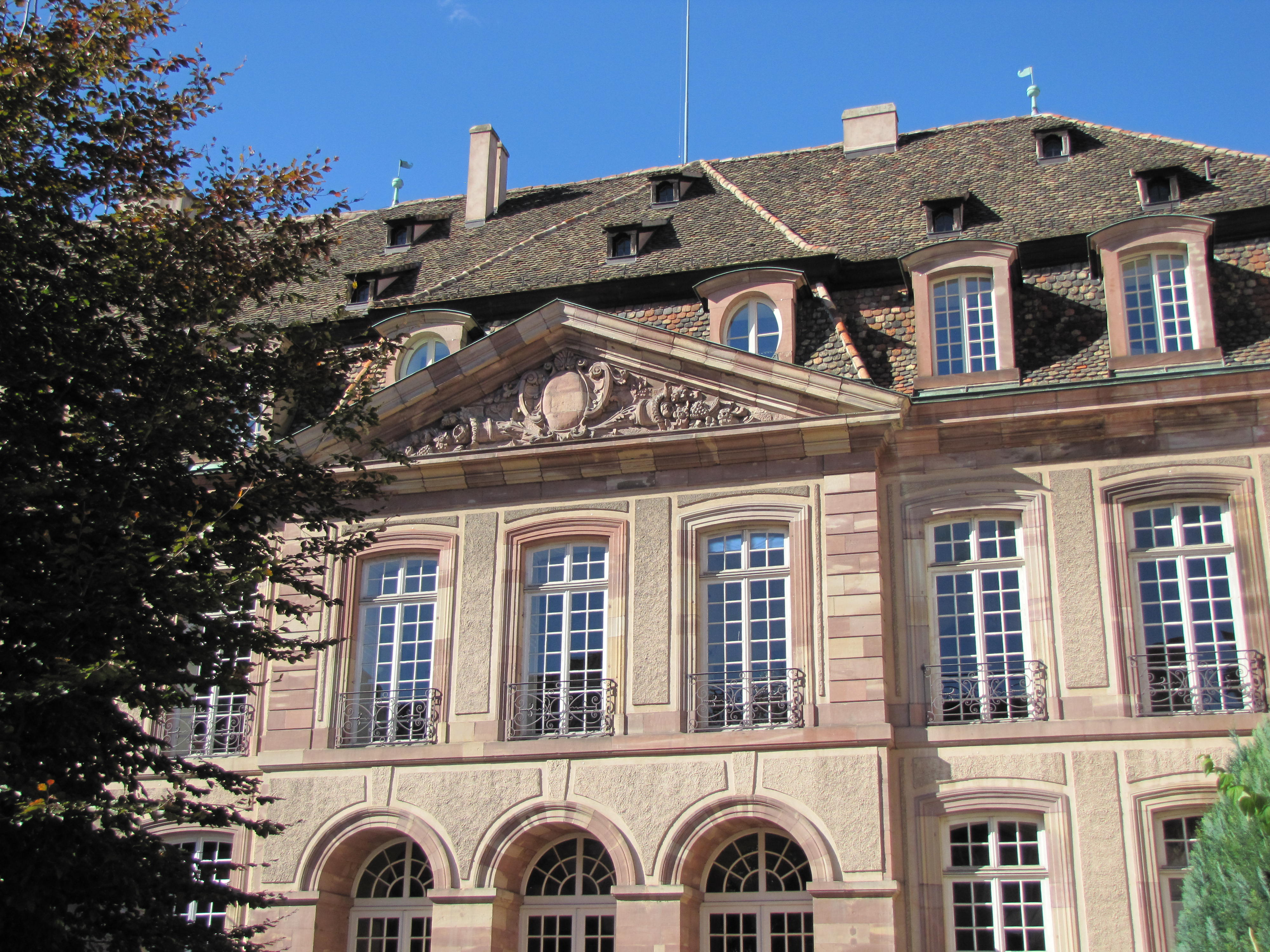
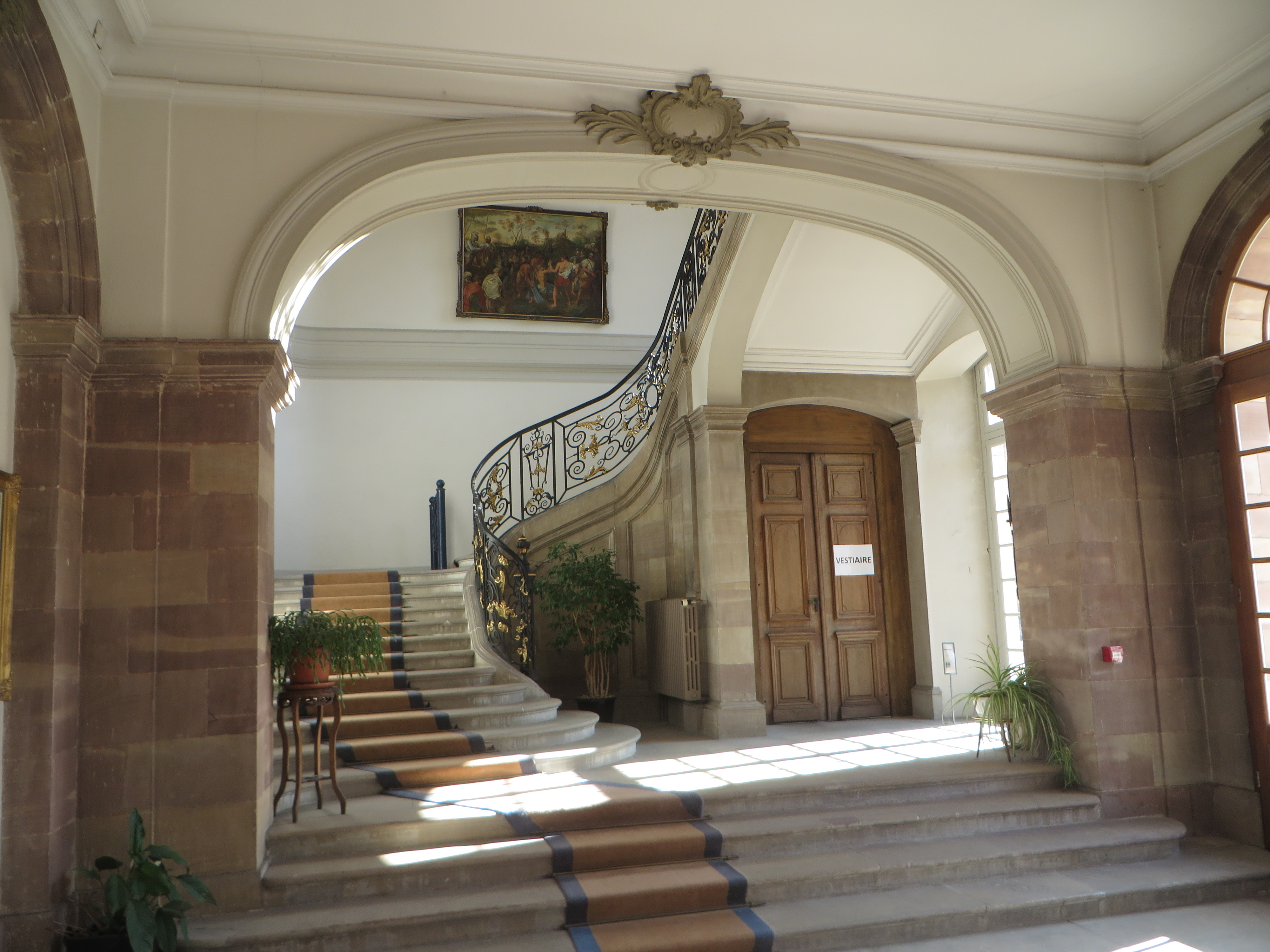
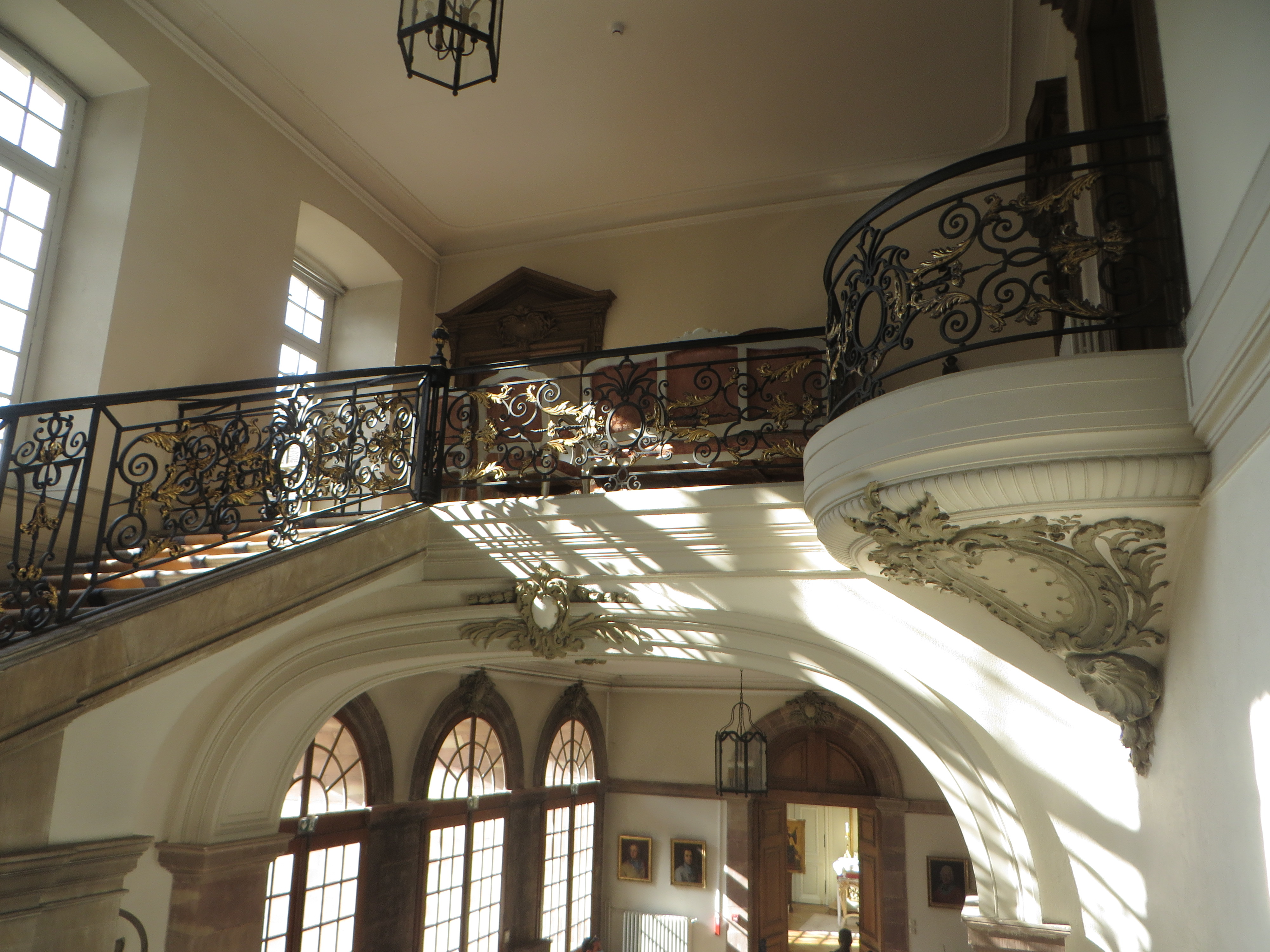